# Gaudichaudia cycloptera
Gaudichaudia cycloptera är en tvåhjärtbladig växtart som först beskrevs av Dc., och fick sitt nu gällande namn av W.R. Anderson. Gaudichaudia cycloptera ingår i släktet Gaudichaudia och familjen Malpighiaceae. Inga underarter finns listade i Catalogue of Life.